# 竇唯
竇唯（ドウ・ウェイ、1969年10月14日 ‐ ）は中国出身の歌手、音楽家、作曲家。

## 略歴
1969年、北京生まれ。1988年、黒豹楽隊にボーカルとして加入するが1991年に脱退。1993年魔岩文化と契約する。1994年にはソロデビューアルバム「黒夢」を発売する。その後も精力的にアルバムを発表し、中国を代表するロックアーティストの一人となっている。

## 人物
1997年、王菲との間に竇靖童（リア・ドウ）が生まれる。